# 馬紹爾群島地理

馬紹爾群島地圖

馬紹爾群島由兩個群島構成，包括30個環礁和1152個島嶼。該國三分之二的人口居住在首都馬久羅和埃贝耶岛。由於缺少就業機會，其他地區人口稀少。馬紹爾群島的總國土面積和哥倫比亞特區相當。面積最大的環礁是瓜加林環礁，有16平方公里。馬紹爾群島面臨的主要環礁問題有飲用水供應不足、馬久羅潟湖的污染問題。
馬紹爾群島屬於熱帶氣候，5月至11月是雨季，7月至11月中旬面臨颱風威脅。全球變暖導致的海平面上升亦是馬紹爾群島面臨的一大威脅。